# Лучанка (річка)
Лучанка (словац. Lúčanka) — річка; ліва притока Ториси, протікає в окрузі Сабінов.
Довжина приблизно 9.5-10.0 км. Витік знаходиться в масиві Чергівські гори (схил гори Гирова) — на висоті приблизно 875 метрів.
Протікає територією сіл Лучка і міста Липани. Впадає в Торису на висоті приблизно 370—375 метрів.